# ComedyArts Festival Moers
Das Internationale ComedyArts Festival Moers (kurz ComedyArts Festival) ist ein Festival für Humorkunst. Inhaltlich legen die Veranstalter Wert darauf, nicht nur etablierten Künstlern aus dem Bereich Satire, Musik- und Tanztheater, sondern auch Newcomern eine Plattform zu bieten, wobei auch unkonventionelle, innovative Inszenierungen willkommen sind.
Ursprünglich im Innenhof des Moerser Schlosses als „Folk & Fool Festival“ begonnen, findet das Festival nach fast zwanzig Jahren auf dem Kastellplatz, seit 2014 in der enni.eventhalle in Moers statt. Veranstalter des ComedyArts Festivals ist das Jugend-Kultur-Zentrum Bollwerk 107, das von der Stadt Moers als Mitveranstalter unterstützt wird.

## Geschichte
Die Geschichte des Internationalen ComedyArts Festivals Moers begann im Jahr 1976. Das „Folk & Fool Festival“ wurde als Kulturinitiative eines selbstverwalteten Jugendzentrums unter Werner Schrick gegründet. Spielort waren verschiedene Plätze in der Moerser Innenstadt.

### Folk & Fool Festival im Schlosshof
1979 wurde der Schlosshof des Grafschafter Museums Moers zur Spielstätte des Festivals. Im Jahr 1990 wurde das Festival in „Internationales ComedyArts Festival Moers“ umbenannt. Die Zielsetzung ist seitdem, ein Internationales Forum für zeitgenössischen Humor zu sein. Von Satire über musikalisches Entertainment bis zu Tanztheater waren bereits damals unterschiedliche Genres der humoristischen Unterhaltung vertreten.

### Internationales ComedyArts Festival auf dem Kastellplatz
1996 erfolgte ein Wechsel zu einer neuen Spielstätte: der Sparkassen-Arena auf dem Kastellplatz Moers. Im Zentrum der Innenstadt wurde eigens für das Festival ein Amphitheater für 1.800 Zuschauer errichtet.
Zum 30. Jubiläum 2006 gab Festival-Gründer Werner Schrick die künstlerische Leitung an Holger Ehrich weiter.

### Festivalumzug in die enni.eventhalle
Im Jahr 2014 kam es zum Neustart am neuen Spielort, der enni.eventhalle Moers am Rande der Innenstadt. Auf dem Außengelände entstand zusätzlich der „Boulevard der Attraktionen“, ein Jahrmarkt der Künste mit Schaubuden und Shows. An vier Festivaltagen wird in der enni.eventhalle ein abwechslungsreiches Programm für jeweils bis zu 1.200 Besucher präsentiert. Das Festival wird von rund 120 Ehrenamtlichen unterstützt.
Im September 2018 übernahm Betti Ixkes die Leitung des Internationalen ComedyArts Festivals von Holger Ehrich und feierte 2019 ihr Debüt als neue künstlerische Leiterin. Die kommenden Jahre waren durch die Corona-Pandemie gekennzeichnet: Im Jahr 2020 wurde das Festival als Hybrid-Variante vor Ort und als Stream an einem Tag angeboten.
Im Rahmen der „Kulturinseln“ fand das Festival 2021 gleich an vier verschiedenen Orten unter freiem Himmel statt. Im Dezember 2021 übernahm Carsten Weiss die künstlerische Leitung des ComedyArts Festivals.
Nach zwei Festivaljahren verließ er Moers und erstmalig führt mit Caroline Peiter und Stefan Basso seit 2023 ein Leitungsduo das traditionsreiche Festival.